# Constanze von Fritsch

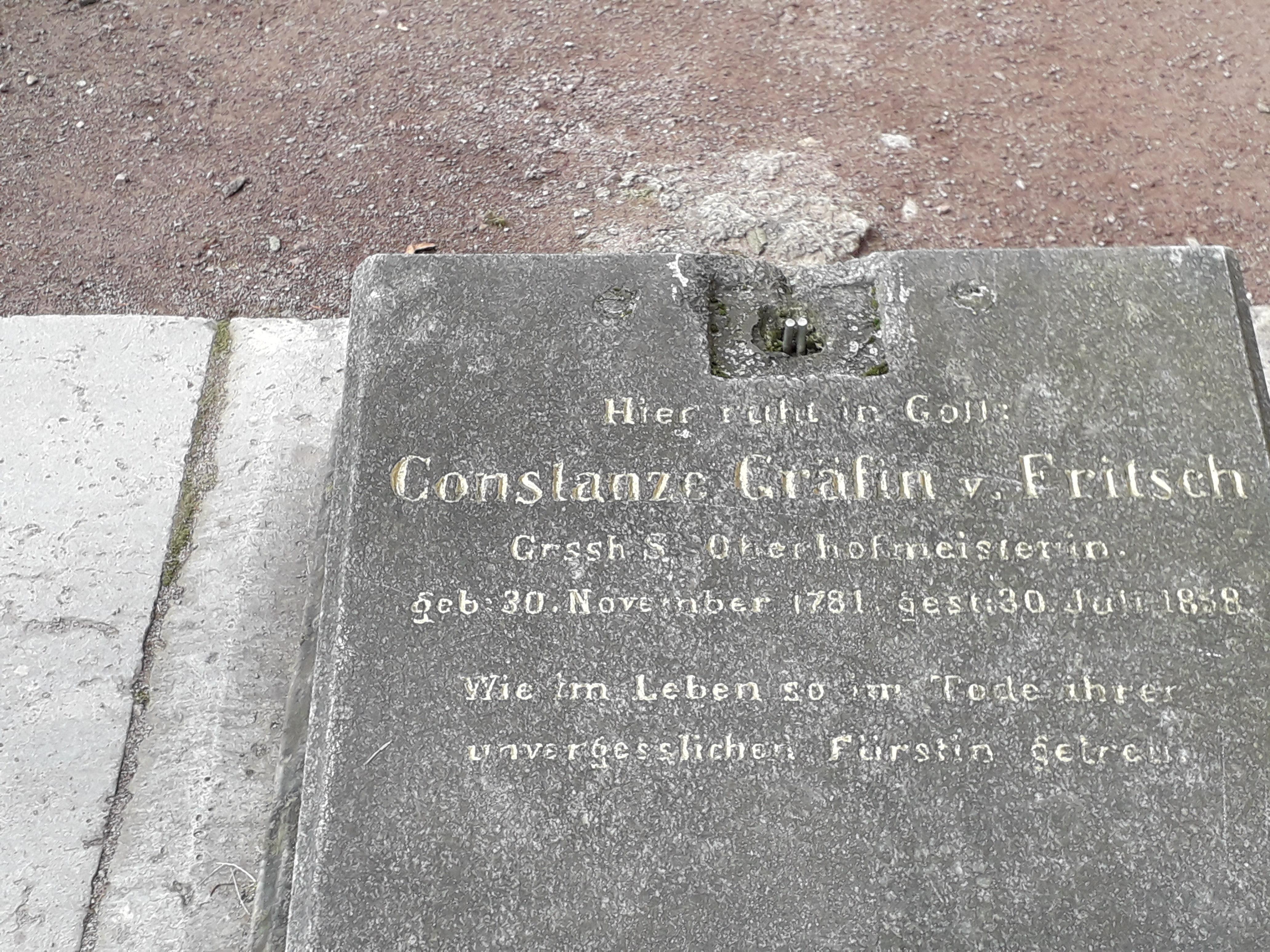
Grabmal von Constanze Gräfin von Fritzsch

Constanze Gräfin von Fritsch (geb. 1781 in Dresden; gest. 1858 in Weimar) war eine sachsen-weimarische Hofdame und Oberhofmeisterin.
Sie war seit 1806 Hofdame und seit 1828 Oberhofmeisterin der Maria Pawlowna, Herzogin und seit 1815 Großherzogin von Sachsen-Weimar-Eisenach. Sie entstammte dem Dresdner Zweig der Familie Fritsch. Sie war Tochter des Kanzlers am Dresdner Hof Carl Abraham Graf von Fritsch, der infolge eines Familienskandals seinen Posten verlor. Damit waren ihre Familienverhältnisse zerrüttet. Am Weimarer Hof konnte sie ihre Verhältnisse wieder ordnen. Sie begleitete nicht nur die Herzogin bzw. Großherzogin Maria Pawlowna auf ihren Reisen u. a. zum Wiener Kongress von 1814/15, sondern verkehrte mit den Weimarer Geistesgrößen einschließlich Goethe. Von ihr bezeugte Julie von Egloffstein Folgendes in einem Brief an ihre Mutter vom 4. Februar 1817 über [Lebende Bilder, die zu des Erbgroßherzogs Geburtstag am 2. Februar bei Hofe vorgeführt wurden]:
Es waren drei Türen gewählt, hinter denen die Bilder erschienen...Die mittlere Tür hatte Meyer, die eine Seitentüre ein gewisser Baurat Coudray, die andre ich zu arrangieren. In meiner erschienen folgende Bilder: die Gräfin Fritsch als Circe, Herr v. Könneritz als junger Prophet mit einem Engel, und die Poesie also meine werte Person. - Da aber diese gerade zuerst erscheinen mußte und ich niemanden hatte, der sie zu drapieren verstand, so erbarmte der alte Goethe sich der armen Poesie-(unfehlbar aus Dankbarkeit, weil sie seiner sich so oft erbarmt)-und zog und zerrte und zupfte so lange an meinem Mantel herum, bis er endlich-enzückt über sein eigen Werk "schön, schön - wunderschön rief und mir versicherte, es sei jammerschade, daß ich mich nicht selbst sehen und zeichnen könne... Sie blieb unverheiratet, obgleich sie Heiratsangebote hatte. Sie diente bis zu ihrem Lebensende der Herzogin bzw. Großherzogin Maria Pawlowna treu.

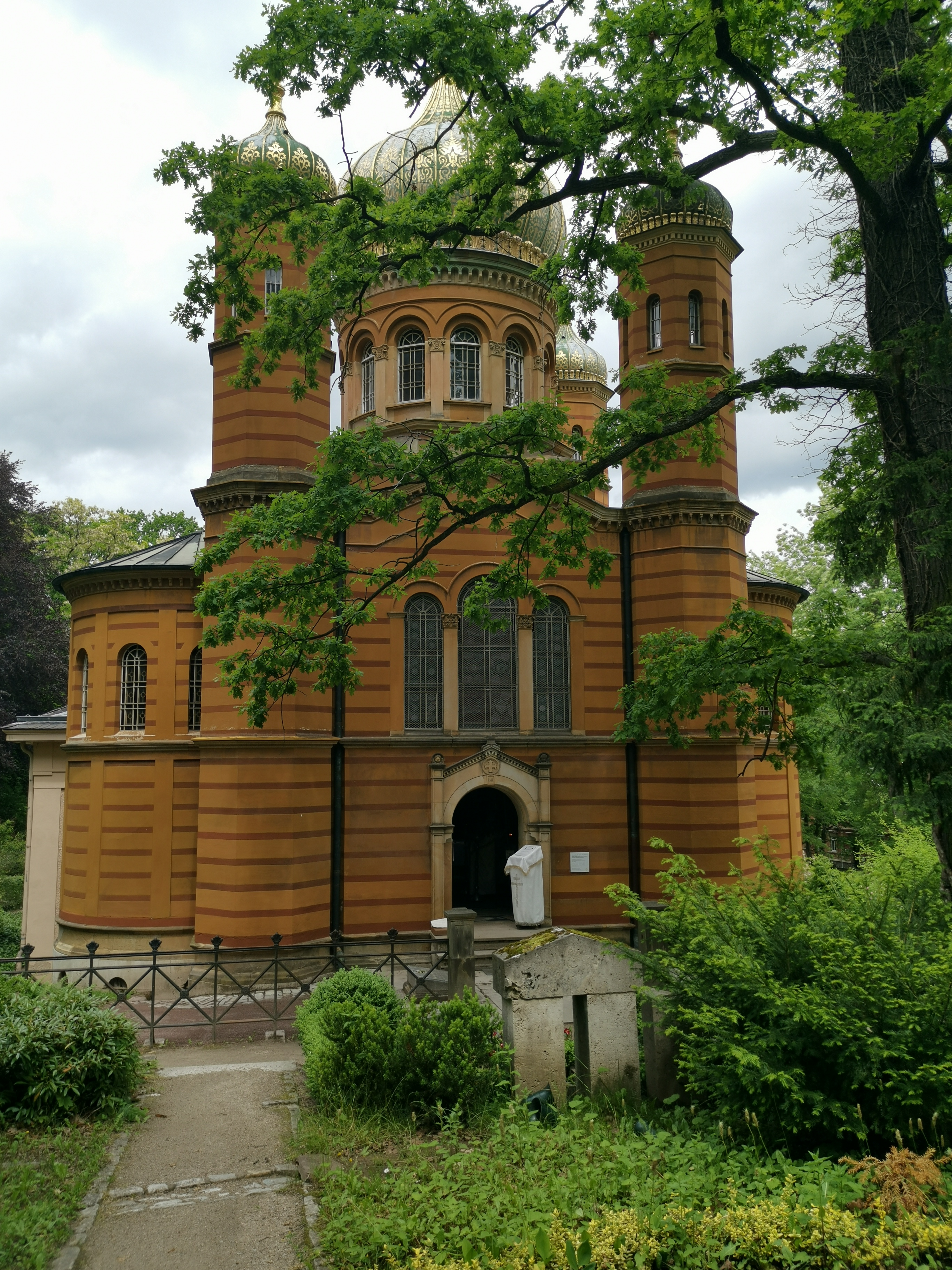
Eingangsbereich der Russisch-Orthodoxen Kapelle mit der Grabplatte der Constanze Gräfin von Fritsch

Ihr Grab befindet sich auf dem Historischen Friedhof Weimar zu sehen als schräg aufgelegte Grabplatte. Dieses befindet sich unmittelbar vor dem Eingangsbereich der Russisch-Orthodoxen Kapelle. Dieses darf zugleich als posthumes Zeugnis auf das besondere Verhältnis von Constanze von Fritsch zu Maria Pawlowna angesehen werden. Auf dem Stein steht: Wie im Leben so im Tode ihrer / unvergesslichen Fürstin getreu. Es stand darauf einst ein Grabkreuz., welches weggebrochen wurde, wohl durch Vandalismus. Die Bruchstelle ist deutlich sichtbar.